# 中华人民共和国外交部军控司
中华人民共和国外交部军控司（英語：Department of Arms Control of the Ministry of Foreign Affairs of the People's Republic of China），是中华人民共和国外交部直接领导的工作机关。

## 机构沿革
军控司成立于1997年。

## 工作职能
外交部军控司主要按照国务院和外交部给其确定的工作范围，负责办理以下各项工作：
- 调研国际军控、裁军、防扩散、出口管制以及全球和地区安全等问题，组织拟订相关政策，会同有关部门研究处理相关事务；
- 组织有关国际条约和协定的谈判；
- 协同有关部门履行有关国际条约和协定；
- 指导驻外外交机构有关业务。

## 工作涉及的国际组织
这些国际组织包括：
- 禁止化学武器组织
- 全面禁止核试验条约组织筹备委员会
- 国际原子能机构
- 桑戈委员会
- 核供应国集团

## 历任司长
- 沙祖康（1997－2001）
- 刘结一（2001－2005）
- 张炎（2005－2007）
- 成竞业（2007－2011）
- 庞森（2011－2014）
- 王群（2014－2018）
- 傅聪（2018－2022.12）
- 孙晓波（2022.12－）